# デラウェア (オハイオ州)
デラウェア（英: Delaware）は、アメリカ合衆国オハイオ州の都市。デラウェア郡の郡庁所在地である。人口は4万1302人（2020年）。州都コロンバスの北40キロメートルに位置しており、コロンバス都市圏に含まれる。

## 歴史
デラウェア市とデラウェア郡は、デラウェア族インディアンからその名前が採られた。デラウェア市の町自体はプラギーのタウンと呼ばれたミンゴー族の集落に設立された。記録に残る最初の開拓者は1807年のジョセフ・バーバーだった。デラウェア歴史協会に拠れば、他の開拓者が地域への入植を始めた直後に、モーゼス・バイクスビー、ウィリアム・リトル、ソロモン・スミス、エルダーのジェイコブ・ドレイク、トマス・バトラー、アイラ・カーペンターが町造りを始めた。1808年、モーゼス・バイクスビーがウィリアム通り沿いに最初の木組み家屋を建設した。1808年3月11日、町の計画が申請され、これが町の公式設立日になった。バイクスビー達は当初川の東岸に町の計画を作ったが、最初の計画が申請されてから数日後には西岸に造る計画に変更した。
デラウェアの町は1812年時点でもまだ小さな町だったが、オハイオ州の州都がチリコシーから移されることになり、デラウェアとコロンバスが新州都の候補になった。結局1票差でコロンバスに決まった。しかし米英戦争（1812年-1815年）の後、多くの開拓者がデラウェアに入るようになった。初期開拓者の中には、第19代アメリカ合衆国大統領ラザフォード・ヘイズの両親もいた。ヘイズの家は残っていないが、BP駅の前に立つ歴史標識がその場所を示している。

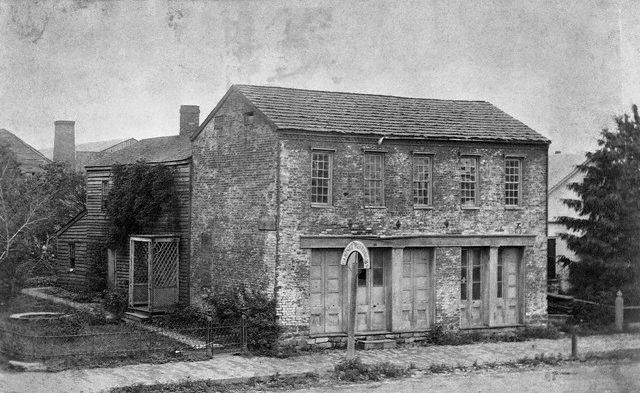
第19代アメリカ合衆国大統領ラザフォード・ヘイズの家

町の歴史の初期に、ジョセフ・バーバーの小屋の北西で硫黄泉が発見された。1833年までにこの泉の近くに健康温泉としてホテルが建設された。しかし、そのマンション・ハウス・ホテルは失敗であり、1841年までに市民がそのホテルの資産を買収する資金を集め始め、メソジスト教会のオハイオ・アンド・ノースオハイオ・メソジスト・エピスコパル会議に渡して、メソジスト・カレッジにするつもりだった。その延長で1844年にオハイオ・ウェスリアン大学が設立された。
1851年4月、クリーブランド・コロンバス・アンド・シンシナティ鉄道が開通し、デラウェアに停車駅ができた。1890年代後半までに他にも鉄道が追加され、国内の主要都市や市場へのアクセスが可能になった。20世紀への変わり目、市内には路面電車が走っていた。1930年代初期、コロンバス・デラウェア・アンド・マリオン鉄道により、都市間電車が走っていた。

### 南北戦争
南北戦争のとき、市内には北軍の訓練キャンプがあった。最初は川の西岸でオハイオ第96および第121歩兵連隊の白人新兵が集められ、軍務に付けられた。次にやはり西岸で、オハイオ州で入隊したアフリカ系アメリカ人を、オハイオ第127志願歩兵連隊とし、後にアメリカ合衆国第5有色人連隊と改名した。

## 地理
デラウェア市は北緯40度17分56秒 西経83度4分19秒 / 北緯40.29889度 西経83.07194度 (40.298898, -83.072007)に位置している。
オハイオ州の州都コロンバス市からは、アメリカ国道23号線で北に約40キロメートルの位置にある。
アメリカ合衆国国勢調査局に拠れば、市域全面積は19.07平方マイル (49.39 km2)であり、このうち陸地18.95平方マイル (49.08 km2)、水域は0.12平方マイル (0.31 km2)で水域率は0.63%である。

## 人口動態

### 2010年国勢調査
以下は2010年の国勢調査による人口統計データである。
| 基礎データ - 人口: 34,753 人 - 世帯数: 13,253 世帯 - 家族数: 8,579 家族 - 人口密度: 708.1人/km2（1,833.9人/mi2） - 住居数: 14,192 軒 - 住居密度: 289.2軒/km2（748.9軒/mi2） 人種別人口構成 - 白人: 90.6% - アフリカン・アメリカン: 4.5% - ネイティブ・アメリカン: 0.2% - アジア人: 1.4% - その他の人種: 0.8% - 混血: 2.5% - ヒスパニック・ラテン系: 2.5% | 年齢別人口構成 - 18歳未満: 25.5% - 18-24歳: 11.8% - 25-44歳: 30.5% - 45-64歳: 21.1% - 65歳以上: 11.1% - 年齢の中央値: 33歳 - 性比（女性100人あたり男性の人口） - 総人口: 92.3 世帯と家族（対世帯数） - 18歳未満の子供がいる: 35.9% - 結婚・同居している夫婦: 48.7% - 未婚・離婚・死別女性が世帯主: 11.7% - 非家族世帯: 35.3% - 単身世帯: 28.4% - 65歳以上の老人1人暮らし: 9.4% - 平均構成人数 - 世帯: 2.47人 - 家族: 3.04人 |

### 2000年国勢調査
以下は2000年の国勢調査による人口統計データである。
| 基礎データ - 人口: 25,243 人 - 世帯数: 9,520 世帯 - 家族数: 6,359 家族 - 人口密度: 649.8人/km2（1,682.9 人/mi2） - 住居数: 10,208 軒 - 住居密度: 262.8軒/km2（680.5 軒/mi2） 人種別人口構成 - 白人: 92.8% - アフリカン・アメリカン: 3.8% - ネイティブ・アメリカン: 0.19% - アジア人: 0.84% - 太平洋諸島系: 0.10% - その他の人種: 0.55% - 混血: 1.66% - ヒスパニック・ラテン系: 4.24% | 年齢別人口構成 - 18歳未満: 24.7% - 18-24歳: 14.5% - 25-44歳: 31.0% - 45-64歳: 18.9% - 65歳以上: 10.9% - 年齢の中央値: 32歳 - 性比（女性100人あたり男性の人口） - 総人口: 91.5 - 18歳以上: 87.5 世帯と家族（対世帯数） - 18歳未満の子供がいる: 34.7% - 結婚・同居している夫婦: 52.1% - 未婚・離婚・死別女性が世帯主: 11.1% - 非家族世帯: 33.2% - 単身世帯: 26.9% - 65歳以上の老人1人暮らし: 9.1% - 平均構成人数 - 世帯: 2.45人 - 家族: 2.98人 | 収入と家計 - 収入の中央値 - 世帯: 46,030米ドル - 家族: 54,463米ドル - 性別 - 男性: 33,308米ドル - 女性: 23,668米ドル - 人口1人あたり収入: 20,633米ドル - 貧困線以下 - 対人口: 9.3% - 対家族数: 6.8% - 18歳未満: 10.9% - 65歳以上: 8.6% |

## 芸術と文化

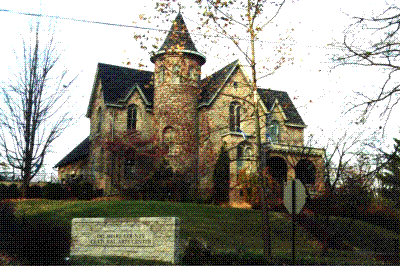
アーツキャッスル（2001年）

### 著名な場所
デラウェア市には国内でもトップクラスの教養系大学、かつオハイオ州5大学の1つであるオハイオ・ウェスリアン大学がある。国際的に有名な繋駕速歩競走であるリトル・ブラウン・ジャグが開催されており、繋駕競走の三冠の1つになっている。
その他著名な場所には次のものがある。
- オハイオ・メソジスト神学校
- パーキンス天文台、天体観測の講義や授業があり、天文用コンピュータ・プログラムを備えた図書館がある
- デラウェア郡祭
- デラウェア市民空港、例年のエアーフェア開催地
- デラウェア郡地区図書館[15]
- オレンタンジー・インディアン洞窟

メインストリートには次のものがある。
- サンダスキー通り、中心街事業地区
- ユニバーシティ・アベニュー、オハイオ・ウェスリアン大学キャンパスの大半がある
- ウィンター通り、アンドリューズ・ハウスやアーツキャッスルなど文化的な施設が集中している

### 市民生活
デラウェアでは、デラウェア・コモンズ歩行者遊歩道や中心街など、伝統的ショッピング地域を維持しようとしており、幾らかは成功してきた。デラウェア・コモンズは都市再生時代の末に建てられた小規模多目的施設である。それ故に、コロンバス市北西郊外部に商業地域が拡大することで、中心街が活性を失ったことを悔やむ者もいる。この地域には大規模小売店や全国チェーンのレストランの数が増えている。チェーン店は地元住民の選択肢をかなり広げたと言う者も居るが、その多くは他所で買い物してきたのでもある。一方で市や郡に消費税増収をもたらした。都市のスプロール現象と経済発展のトレードオフが、市内や周辺地域で議論され続けている。
デラウェア市はアメリカの大学町にある多くの事業的特性がある。新刊や中古本の店、歴史的な映画館、コーヒーショップ、有機食品店、および土地のレストランである。デラウェア郡文化芸術センターが入るアーツキャッスルでは、バレーから繊維芸術までの教室を開催している。中心街の店舗はほとんど全ての需要に対応している。金物店、本屋、自転車店、菓子屋、フェアトレード店、グルメのギフトショップがある。アンティークの店も見られる。
デラウェア市の住民は、人気あるファーマーズマーケット、プロの劇団、バレー・メット、中部オハイオ交響楽団、コロンバス・シンフォニー、オペラ・コロンバス、コンテンポラリー・アメリカン劇団、コロンバス美術館、デラウェア・コミュニティ・コーラスおよび多くの観劇機会を楽しんでいる。毎週日曜日午前5時から午後1時まで、地域最大のフリーマーケットを開催している。デラウェア郡催事広場で、4月1日から10月末まで毎週末に開催されている。

## 市政府

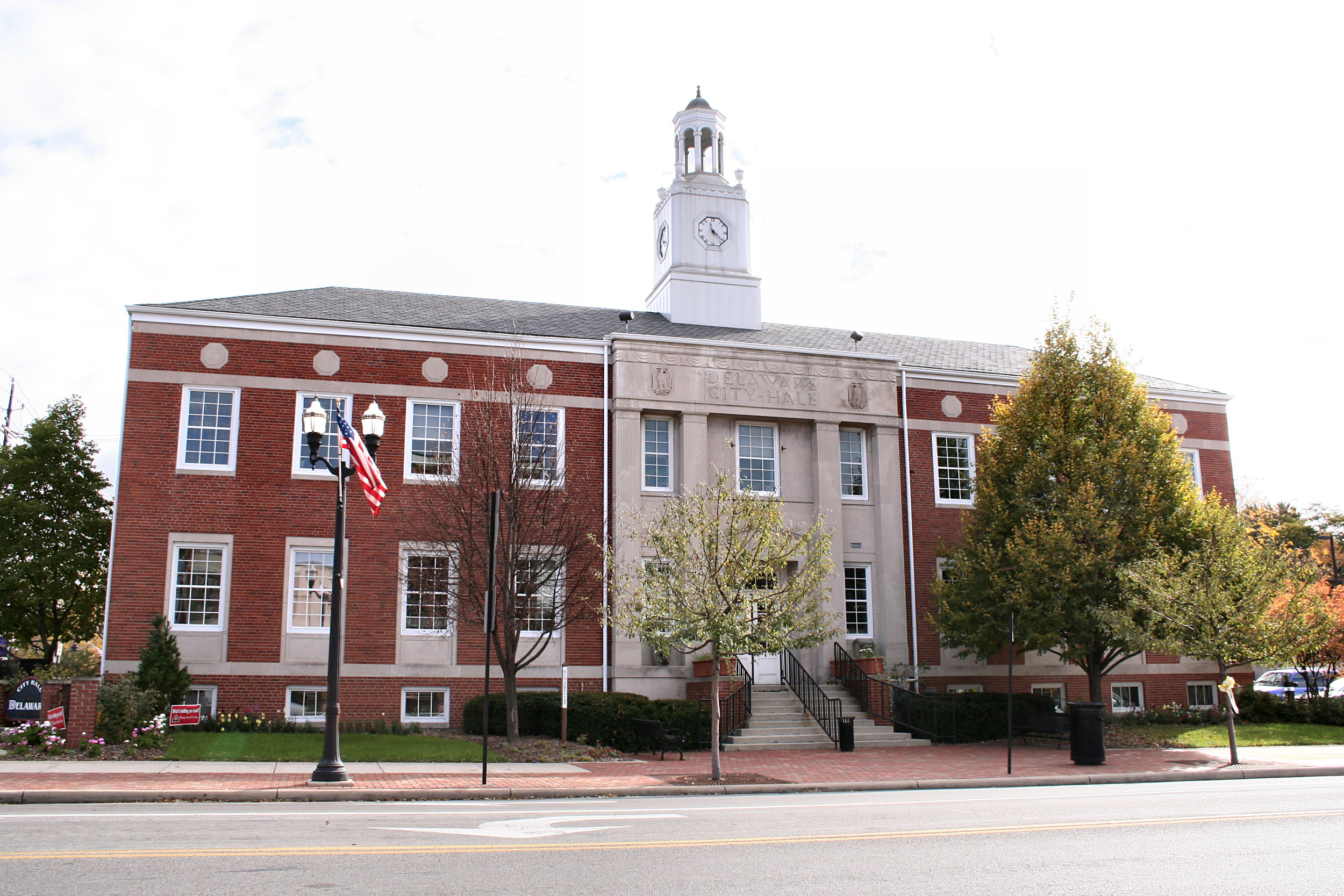
デラウェア市役所

市の立法権は市政委員会に与えられている。委員は7人であり、そのうち4人は無党派で4つの選挙区から選ばれ、残り3人は市全体を選挙区に選ばれている。任期は4年間である。市全体から選ばれる3人の委員の中から2年任期の市長を選出している。市長は市政委員会で投票する権利を保持している。同様に副市長が選出され、やはり任期は2年間である。
市政委員会が指名する市マネジャーが市の日々の管理を行っている。

## 政治
住民は政治的に中道から保守的であるが、オハイオ・ウェスリアン大学の大半はリベラルな候補者に投票し、昔からいる住民の多くは共和党を支持している。しかし、大都市圏の重要郡でありコロンバス市のあるフランクリン郡は圧倒的に民主党支持である。

## 教育

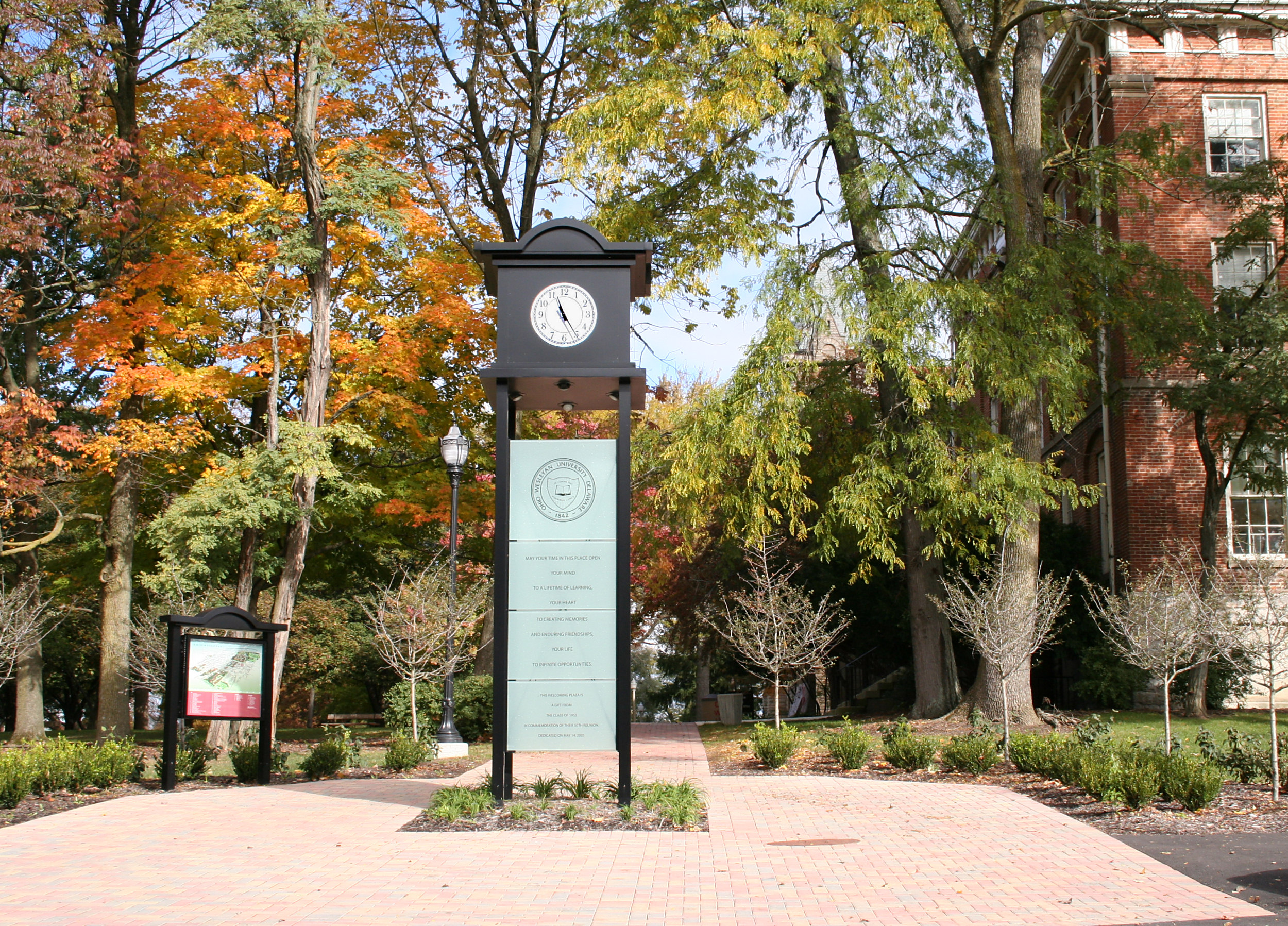
ウェスリアン大学のスタージスホール前

### オハイオ・ウェスリアン大学
オハイオ・ウェスリアン大学は、私立教養系大学であり、デラウェア市の中心にある。40州、50以上の国から約1,950人の学生が入学している。毎年USニューズ&ワールド・レポートが出版する教養系大学ランキングで常に上位80校に入っている。アメリカ合衆国の上位40校の中で、「ベスト・カレッジ・バリュー」の1つと認められている。伝統的に市政府と積極的な関係があり、学生は市のコミュニティに参加し、制度や文化の面で協調している。少数民族や海外の学生が多いことで、町の国際性、民族、宗教の多様性に影響を与えている。

### オハイオ・メソジスト神学校
オハイオ・メソジスト神学校はデラウェア市とコロンバス市の間に位置する神学大学院である。メセスコと呼ばれることが多い。

### デラウェア合同職業訓練学区
デラウェア合同職業訓練学区にはデラウェア地域職業センターがある。

### デラウェア市教育学区
デラウェア市教育学区はデラウェア市と周辺地域を管轄しており、幼稚園から12年生の児童生徒数は約5,500人である。
高校
- ラザフォード・ヘイズ高校

中学校
- ジョン・C・デンプシー中学校
- ウィリス中学校

小学校
- アービン・カーライル小学校
- ジェイムズ・A・コンガー小学校
- ロバート・F・シュルツ小学校
- デイビッド・スミス小学校
- ローラ・ウッドワード小学校

### 私立学校
- デラウェア・クリスチャン学校
- グレース・コミュニティ学校
- セントメアリー・カトリック学校

## 経済
この地域では真に融合された経済がある。2000年に出版されたデラウェア地域商工会議所の統計では、郡経済の構成要素は、製造業18%、貿易27%、行政15%、サービス業23%となっていた。大手雇用主は自動車コーティング、プラスティックス、銅製品、教育、保険、自動車部品と物流、スポーツ衣料、小売り、サービス、行政となっている。デラウェア郡は、オハイオ州の中では昼間労働者が増える地域である。

## メディア
デラウェア市で読まれる日刊紙は、1818年創刊の「ザ・デラウェア・ガゼット」である。オハイオ・コミュニティ・メディアが所有している。他にはコロンバスを本拠にするサバーバン・ニューズ・パブリケーションズが所有する「デラウェア・ニューズ」、コロンバス・ディスパッチが所有する「ジスウィーク・イン・デラウェア」、オハイオ・ウェスリアン大学の学生新聞である「トランスクリプト」が読まれている。「ニューヨーク・タイムズ」など町の外から入る新聞も購読する者が多い。
地元で運営され毎日更新されているブログのDelawareOは、BTWメディアが所有し、多様な著者集団がニュースや興味ある話について議論している。

## スポーツ
セルビー・スタジアムはメジャーリーグ・ラクロスのオハイオ・マシーンが本拠にしている。

## 著名な出身者
- ホレイス・ニュートン・アレン、朝鮮で活動したアメリカ合衆国出身のプロテスタント宣教師・医師・外交官
- チャールズ・W・フェアバンクス、第26代アメリカ合衆国副大統領
- ラザフォード・ヘイズ、第19代アメリカ合衆国大統領（在任1877年-1881年）
- ヴィンセント・ミネリ、映画監督、本名レスター・アンソニー・ミネリ
- ブランチ・リッキー、メジャーリーグベースボール選手、監督、経営者
- フランク・シャーウッド・ローランド、化学者、ノーベル化学賞受賞
- エズラ・ヴォーゲル、社会学者
- クレア・クレイマー、女優
- ロイド・ガードナー外交史学者